# Драганци
Драгàнци е село в Югоизточна България, община Карнобат, област Бургас.

## География
Село Драганци се намира на около 40 km запад-северозападно от центъра на областния град Бургас, около 9 km южно от общинския център Карнобат и около 27 km югозападно от Айтос. Разположено е в Бургаската низина. Надморската височина в центъра на селото е около 145 m. През селото протича местната Колнушка река, десен приток на Русокастренска река.
През Драганци минава третокласният републикански път III-795, който на юг води през село Екзарх Антимово към връзка с второкласния републикански път II-79 (Елхово – Бургас), а на север след пътен възел с автомагистрала Тракия продължава до връзка западно от Карнобат с първокласния Подбалкански път.
Землището на село Драганци граничи със землищата на: град Карнобат на север; село Детелина на изток; село Екзарх Антимово на юг; село Крумово градище на запад.
В землището на Драганци има 4 язовира.

## История
След Руско-турската война 1877 – 1878 г., по Берлинския договор 1878 г. селото остава в Източна Румелия; присъединено е към България след Съединението през 1885 г.
През 1934 г. селото с дотогавашно име Хаджѝ Балабанлѝи е преименувано на Драганци.

## Население
Населението на село Драганци наброява 489 души при преброяването към 1934 г. и 605 към 1946 г., намалява до 268 към 1985 г. и 110 (по текущата демографска статистика за населението) към 2021 г.

### Етнически състав
Преброяване на населението през 2011 г.
Численост и дял на етническите групи според преброяването на населението през 2011 г.:
|                     | Численост |
| Общо                | 140       |
| Българи             | 129       |
| Турци               | -         |
| Цигани              | 7         |
| Други               | 4         |
| Не се самоопределят | -         |
| Неотговорили        | -         |

## Обществени институции
Изпълнителната власт в село Драганци към 2022 г. се упражнява от кметски наместник.
В село Драганци към 2022 г. има:
- читалище „Господин Иванов – 1928 г.“;[8][9]
- православен храм „Свети Илия“;[10]